# Oklepni transporter
Oklepni transporter (OT), Oklepni transporter pehote (OTP) oziroma Bojno oklepno vozilo pehote (BOVP) je oklepno bojno vozilo, katerega glavni namen je pripeljati pehoto do bojišča. Lahko so gosenični ali kolesni.
Oklepni transporterji niso namenjeni za bojevanje, ampak samo transportu, saj so zaradi lahkega oklepa zelo ranljivi na sovražnikov ogenj.
Zaradi zelo podobnih lastnosti z pehotnimi bojnimi vozili jih lahko predstavimo skupaj:
- OT in PBV druge svetovne vojne
- Sodobna OT in PBV